# Johannes Frömming
Johannes Wilhelm Arthur Frömming, född 28 juni 1910, död 8 november 1996, var en tysk travtränare och travkusk. Han är en av de mest legendariska personerna inom travsport.

## Biografi
Frömming startade sin karriär vid 16 års ålder 1926 och körde sin sista tävling 1988. Han vann totalt 5 592 lopp. Främings största triumfer inkluderar tre segrar i Prix d'Amérique och fyra segrar i Elitloppet. Han var kuskchampion i Tyskland 11 år i rad från 1934-1944 och igen 1947-1948. År 1950 och 1953 delade Frömming titeln med Gerhard Krüger.

## Utmärkelser
Under andra världskriget anställde Frömming tre judiska arbetare på hans gård utanför Berlin och gömde de undan nazisterna. Han fick senare ta emot utmärkelsen B'nai B'rith i New York för sina handlingar. 1972 fick Frömming ta emot Förbundsrepubliken Tysklands förtjänstorden. 2008 valdes han in i Tyska travsportens Hall of Fame.
På Trabrennbahn Hamburg-Bahrenfeld körs loppet Johannes Frömming Memorial varje år. Det finns även en gata uppkallad efter honom nära den nu rivna travbanan i Farmsen.

## Segrar i större lopp
Tyskland
- Deutsches Traber-Derby – Xifra (1933), Adriatica (1940), Alwa (1941), Stella Maris (1943), Avanti (1947), Docht (1951), Dom (1953), Ditmarsia (1961), Salesiana (1965), Kurio (1972), Alsterhof (1974)

 Österrike
- Graf Kalman Hunyady Memorial – Xiphias (1936), Peter von Lurup (1938), Iltis (1943), Van der Hölgy (1944), Ejadon (1953), Eileen Eden (1970)
- Österrikiskt Travderby – Van der Hölgy (1942), Kaaba (1944), Damara S (1976), Daniel (1977)

 Danmark
- Copenhagen Cup – Eidelstedter (1962)

 Frankrike
- Prix d'Amérique – Nike Hanover (1964), Ozo (1965), Delmonica Hanover (1974)
- Prix de France – Elma (1966)

 Italien
- Campionato Europeo – Hit Song (1955), Eileen Eden (1968, 1969, 1970)
- Gran Premio Lotteria – Eileen Eden (1968, 1969)

 Sverige
- Elitloppet – Eidelstedter (1962), Elma (1965), Eileen Eden (1968, 1970)
- Åby Stora Pris – Ejadon (1955)

 USA
- Challenge Cup – Nike Hanover (1964)